# Potônske Lúky
Potônske Lúky es un municipio del distrito de Dunajská Streda en la región de Trnava, Eslovaquia, con una población estimada a final del año 2024 de 285 habitantes.
Se encuentra ubicado al sur de la región, cerca de los ríos Danubio y Váh, y de la frontera con Hungría y la región de Bratislava.

## Demografía
| Año        | 1994 | 2004 | 2014     | 2024    |
| ---------- | ---- | ---- | -------- | ------- |
| Población  | 0    | 231  | 282      | 285     |
| Diferencia |      | –    | +22,07 % | +1,06 % |

| Año        | 2023 | 2024    |
| ---------- | ---- | ------- |
| Población  | 286  | 285     |
| Diferencia |      | −0,34 % |